# Regimiento Reforzado n.º 4 «Rancagua»
La Brigada Motorizada N° 4 "Rancagua" del Teniente Coronel Juan José San Martín Penrose es una brigada del Ejército de Chile dependiente de la VI División de Ejército, cuya guarnición está en la ciudad de Arica.
Los orígenes del regimiento 4º de Línea se remontan a la Guerra de Independencia de Chile, al Batallón de Infantería Nº4 comandado por Ambrosio Rodríguez Erdoíza (hermano de Manuel Rodríguez Erdoíza), si bien hay trazabilidad histórica de su existencia desde 14 de enero de 1814, es creado por decreto Supremo el 12 de septiembre de 1814 y disuelto luego del Desastre de Rancagua (1 y 2 de octubre de 1814).
Vuelve a formarse en 1817, sobre la base del disuelto batallón Rancagua, con el nombre de batallón Nº 4 de Chile.
Participa bajo el mando del coronel Pedro Arriagada en las batallas de Cancha Rayada y la decisiva victoria en Maipú el 5 de abril de 1818.

## Expedición que atacó a Perú

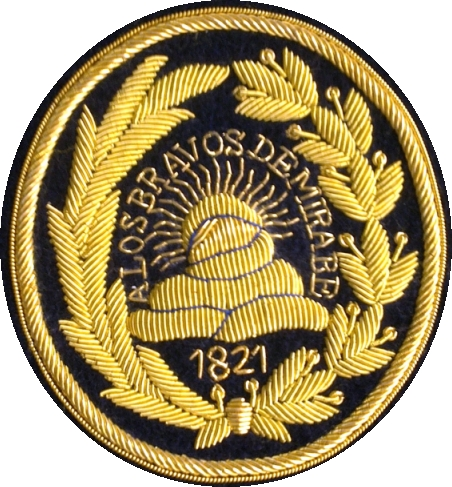
Escudo otorgada a las tropas victoriosas.

A lo largo de esta guerra toma parte en los combates de Pisco, Ica, Nazca, Locumba, Batalla de Moquegua, Batalla de Torata, Sitio del Callao y Toma de Arequipa. siendo su comandante el teniente coronel José Santiago Sánchez Alfaro También es la fuerza central en la expedición que termina en la derrota de las fuerzas realistas de Tacna y Arica. En esos momentos su personal estaba constituido fundamentalmente por esclavos reclutados en el sur del Perú en 1820 y, a partir de 1821, en la ciudad de Lima. De manera que, curiosamente, su acuartelamiento actual (Arica) coincide con una ciudad que en su momento ayudó a incorpar al Perú independiente. Destaca separadamente como unidad esta última operación, en el Combate de Mirave, tras lo cual San Martín les otorgó al igual que a todos los soldados que tomaron parte en la acción un escudo con la inscripción "A los Bravos de Mirave".
En 1825 se trasladan a Valparaíso donde se instalan sus cuarteles, participando en 1826 en la campaña de Chiloé. Luego de esta campaña es disuelto, ya que el batallón se rebeló por el gran atraso de sus sueldos.

## Revolución de 1851
En 1851, en el marco de la Revolución de ese mismo año, el presidente Manuel Montt Torres ordena la creación del batallón 4º de Línea. Bajo esta denominación estuvo poco tiempo, luego se le llamó Primer Batallón Ligero. En 1852 toma definitivamente el nombre de 4º de Línea. En ese mismo año se le destina a Valparaíso luego de un breve paso por La Serena.

He acordado y decreto: Fórmese un batallón titulado 4º de Línea, con el número de oficiales, clases y de tropa que los demás del ejército. Nómbrese comandante al coronel graduado José Francisco Gana.
Manuel Montt Torres. Presidente de la República.

Participa tanto en la revolución de 1859 como en la pacificación de la Araucanía.
Durante la Guerra con España, se divide entre Coquimbo, Caldera y Valparaíso, para luego concentrarse en esta primera ciudad.

## Guerra del Pacífico
Al estallar la guerra estaba desplegado en Santiago, bajo el nombre "Regimiento 4° de Línea", ocupando el cuartel de Recoleta, rápidamente la compañía de Cazadores de la unidad fue sucesivamente trasladada a Antofagasta, siendo la primera subunidad en llegar al Teatro de Operaciones la Compañía de "Cazadores"; bajo el comando del Mayor Juan José San Martín. Desde esta ciudad parte de sus tropas se dirigen a Calama, combatiendo en la batalla del mismo nombre el 23 de marzo de 1879, donde fue herido levemente el Sargento Mayor San Martín.
Fue embarcado a fines de octubre de 1879 con rumbo a Pisagua, no le cupo una participación activa en el combate, sin embargo, debido a que el transporte Toltén, en el que estaba embarcado uno de sus batallones, se acercó mucho a la costa, sufrió fuego desde la playa que causó 3 muertos y 14 heridos.
Con posterioridad, la unidad fue trasladada al interior, a Dolores, donde llegó el 6 de noviembre. Al ser descubierta la marcha de las tropas aliadas desde el sur, fue despachado a Santa Catalina, donde se desplegó atrincherándose en el terraplén de la línea ferroviaria, pero a las 3 de la mañana de la noche del 18 al 19 de noviembre, recibió orden de replegarse a Dolores, realizando una contramarcha forzada de tres horas en esta riesgosa marcha en muchas ocasiones avanzadas aliadas pasaron muy cerca de la unidad por el lado contrario del terraplén ferroviario, pero finalmente la unidad alcanzó Dolores, participando en la batalla de ese nombre el 19 de noviembre, en dicha oportunidad la unidad contuvo con sus fuegos a las tropas aliadas que amenazaban con tomar la posición, principalmente del batallón peruano "Ayacucho", por lo que sufrió 23 bajas, 4 muertos y 19 heridos, entre los heridos se contaba el comandante del cuerpo teniente coronel Soto Aguilar.
Con la formación de Divisiones permanentes en diciembre de 1879, deja definitivamente el comando de la unidad el Coronel Amunateguí, quien es promovido, pasando el mando de la misma al ahora teniente coronel San Martín, el 4.º participará en la batalla de Tacna como parte de la Reserva, al ser segregada de la División del Coronel Amunateguí. Tras Tacna realizó una inútil marcha de persecución de las tropas aliadas, solo consiguió tomar algunos prisioneros. Posteriormente la unidad tendrá una destacada actuación en la Toma del Morro de Arica el 7 de junio de 1880, donde pierde 264 hombres, 64 muertos y 200 heridos. Entre los muertos se cuenta el comandante de la Unidad teniente coronel Juan José San Martín, caído en el cruce del morro gordo al morro, donde fue alcanzado por una bala en el estómago, tomado por sus soldados fue transportado a la cima del morro, falleció tres horas después de la batalla.
Posteriormente es incorporado a la II Brigada de la 1° División, participa en la expedición a Pisco, es el 4° de Línea reforzado con artillería y Granaderos ocupa Ica, donde permanece de guarnición con un escuadrón de Granaderos, es llamado nuevamente a Pisco donde es reembarcado, permanece en Lurín hasta el 12 de enero de 1881, le corresponde una activa participación en la batalla de Chorrillos, donde sufre 303 bajas, dos días más tarde vuelve a entrar en acción, esta vez en Miraflores, donde pierde 75 hombres más.
Luego de la entrada a Lima se le destina de guarnición en el puerto del Callao, tras la reorganización del Ejército de ocupación la unidad será transformada en batallón, poco después asumirá el nombre de su acción más destacada, transformándose en el Batallón "Arica" 4.º de Línea.
Permanece la mayor parte del tiempo como guarnición de Lima, pero en 1882 son enviadas a Cerro Azul tres de sus compañías, participando en la expedición contra Lunahuana, combatiendo en dicho combate. También en la campaña de 1883, cuando la División del Centro persiga inútilmente al Ejército del Centro peruano del General Cáceres, empujándolo contra la División del Norte, donde finalmente será destruido.
Retirado de Lima, es enviado al Sur para participar en la expedición contra Arequipa, donde no sufre bajas, es reembarcado en agosto de 1884 y enviado de regreso a Chile, donde es destinado a la guarnición de Valparaíso.
Comandantes de la Unidad durante la Guerra del Pacífico
- José D. Amunateguí, el comandante original del 4.º, deja el mando para asumir el mando de algunas de las improvisadas divisiones chilenas durante la campaña de Tarapacá.
- Rafael Soto Aguilar, asume el mando en reemplazo de Amunateguí,  su mando es corto, ya que es herido en Dolores (19 de noviembre de 1879), trasladado al sur su salud se complicó, por lo que no puede reasumir el mando de la unidad.
- Juan José San Martín, tal vez el comandante más conocido de la unidad, era Sargento Mayor de la unidad al estallar la guerra, dirigió a la compañía de Cazadores en Calama, asumió tras Soto, dirigió el asalto al morro de Arica, donde cayó muerto.
- Luis Solo de Zaldivar, era el segundo comandante de la unidad en Arica, con el rango de sargento mayor, dirigió el primer batallón durante el asalto al fuerte del Este, rápidamente fue ascendido a teniente coronel, tras la batalla y fue nombrado comandante de la unidad, cargo que desempeñó hasta el fin de la guerra.

## Guerra Civil de 1891
Durante la guerra Civil de 1891, una parte de la unidad se plegará al bando revolucionario, sirviendo de base para la creación del Batallón Revolucionario N.º 4 "Arica", de esta forma se da que las dos unidades con el N.º 4, tienen el mismo nombre, sin embargo parece más acertado señalar, que el auténtico "Arica" 4.º de Línea era el Regimiento fiel al presidente Balmaceda, mismo que fue destruido en las batallas de agosto de 1891.

## sigloXX
Cubre la guarnición de la ciudad de Arica, conquistada en 1880 por los soldados del mismo Regimiento.

Durante el año 1956 el Regimiento Reforzado N.º 4 "Rancagua" realizó trabajos de exploración terrestre llamado en aquel entonces "Batallón Geográfico Militar".

Durante la década del 70, debido a la constante tensión con Perú, en el contexto del centenario de la Guerra del Pacífico, la unidad fue constantemente reforzada, coloquiálmente se le denominaba en esa época "Brigada Rancagua", debido a la gran cantidad de personal que tenía

Adquiere el nombre de Regimiento de Infantería N.º 4 "Rancagua" a contar del 21 de julio de 1981.

## sigloXXI
A partir del año 2003 adquiere el nombre de Regimiento Reforzado N.º 4 " Rancagua" , y posteriormente en el  año 2016 pasó a denominarse Brigada Motorizada N.º 4 "Rancagua" formación, como fruto del proceso modernizador, que contempló la nueva configuración de la fuerza del Ejército.
Esta unidad, está conformada por:
- Batallón de Infantería Mecanizada n.º 4 "Rancagua"
- Grupo de Artillería n.º 6 "Dolores".
- Batallón de Ingenieros n.º 6 "Azapa".
- Unidad de Desminado Humanitario.
- Subjefatura Zonal Cuerpo Militar del Trabajo "Arica"
- Compañía Histórica